# Grosser Preis des Kantons Aargau 2005
Il Grosser Preis des Kantons Aargau 2005, quarantaduesima edizione della corsa, valido come evento del circuito UCI Europe Tour 2005 categoria 1.HC, fu disputato il 5 giugno 2005 per un percorso totale di 196 km. Fu vinto dallo svizzero Alexandre Moos, al traguardo con il tempo di 4h 54' 39" alla media di 39,91 km/h.
Alla partenza erano presenti 115 ciclisti, dei quali 73 portarono a termine il percorso.

## Ordine d'arrivo (Top 10)
| Pos. | Corridore            | Squadra      | Tempo    |
| ---- | -------------------- | ------------ | -------- |
| 1    | Alexandre Moos       | Phonak       | 4h54'39" |
| SQ   | Jan Ullrich          | T-Mobile     | s.t.     |
| 3    | Marcel Strauss       | Gerolsteiner | s.t.     |
| 4    | Pasquale Muto        | Miche        | a 17"    |
| 5    | Jussi Veikkanen      | Fr. des Jeux | a 19"    |
| 6    | Alessandro Bertolini | Domina Vac.  | a 21"    |
| 7    | Petr Benčík          | eD'System    | a 26"    |
| 8    | Markus Zberg         | Gerolsteiner | a 31"    |
| 9    | Steve Zampieri       | Phonak       | s.t.     |
| 10   | Hubert Schwab        | Saeco        | s.t.     |